# Кажба
Кажба (рум. Cajba) — село у Глоденському районі Молдови. Утворює окрему комуну.

## Населення
За даними перепису населення 2004 року у селі проживала 1671 особа.
Національний склад населення села:
| Національність       | Кількість осіб | Відсоток   |
| -------------------- | -------------- | ---------- |
| молдавани румуни     | 1610 24        | 96,3% 1,4% |
| цигани               | 19             | 1,1%       |
| українці             | 9              | 0,5%       |
| росіяни              | 4              | 0,2%       |
| гагаузи              | 1              | 0,1%       |
| болгари              | 1              | 0,1%       |
| інша / без відповіді | 3              | 0,2%       |
| Всього               | 1671           | 100%       |